# اصطناع هانتش للبيريدين
اصطناع هانتش للبيريدين عبارة عن طريقة اصطناع عضوي في الكيمياء العضوية من أجل تحضير مركب ثنائي هيدرو البيريدين، والذي يؤكسد لاحقاً إلى البيريدين. سمي هذا الاصطناع العضوي على اسم عالم الكيمياء الألماني آرثر رودولف هانتش، والذي وصفه أول مرة سنة 1881.
إن اصطناع هانتش للبيريدين عبارة عن تفاعل متعدد المكونات بين ألدهيد، مثل فورمالدهيد، مع مكافئين من حمض كيتو (β-كيتو إستر) مثل إيثيل أسيتو أسيتات، مع وجود مانح لذرة النتروجين مثل خلات الأمونيوم أو الأمونياك.

## آلية التفاعل
يمكن للتفاعل أن يتم في وسط مائي، ويستخدم للحصول على البيريدين في تفاعل التشكيل العطري في الخطوة الأخيرة مركبات مثل كلوريد الحديد الثلاثي أو أكسيد المنغنيز الرباعي أو فوق منغنات البوتاسيوم وذلك بطريقة اصطناع القدر الواحد.
| An animation of the reaction mechanism |
|                                        |

## اقرأ أيضاً
- اصطناع هانتش للبيرول
- اصطناع كرونكه للبيريدين